# 717 Wisibada
Wisibada (asteróide 717) é um asteróide da cintura principal com um diâmetro de 31,04 quilómetros, a 2,3396706 UA. Possui uma excentricidade de 0,256776 e um período orbital de 2 040,08 dias (5,59 anos).
Wisibada tem uma velocidade orbital média de 16,78708298 km/s e uma inclinação de 1,6439º.
Esse asteróide foi descoberto em 26 de Agosto de 1911 por Franz Kaiser.